# Yerres
Pour les articles homonymes, voir Yerres (homonymie).
Pour les articles ayant des titres homophones, voir Hyères et Hier.
Yerres (prononcé [ jɛʁ] ; ) est une commune française située à vingt kilomètres au sud-est de Paris dans le département de l’Essonne en région Île-de-France.
Reprenant le nom de la rivière l’Yerres dont elle occupe les versants nord et sud de la basse vallée, le village constitué autour de l’abbaye bénédictine Notre-Dame et plus tard du monastère des Camaldules devint à partir du XVIIIe siècle et du XIXe siècle un lieu de villégiature apprécié de l’aristocratie, de la bourgeoisie et des artistes. Relié à la capitale par le chemin de fer, implantée en proche banlieue, la commune subit une explosion démographique au cours de la seconde moitié du XXe siècle, multipliant la population par cinq en cinquante ans. Majoritairement résidentielle, la commune se démarque dans le département par le niveau de vie relativement élevé de sa population, attirée par le cadre de vie préservé.
Ses habitants sont appelés les Yerrois.

## Géographie

### Description

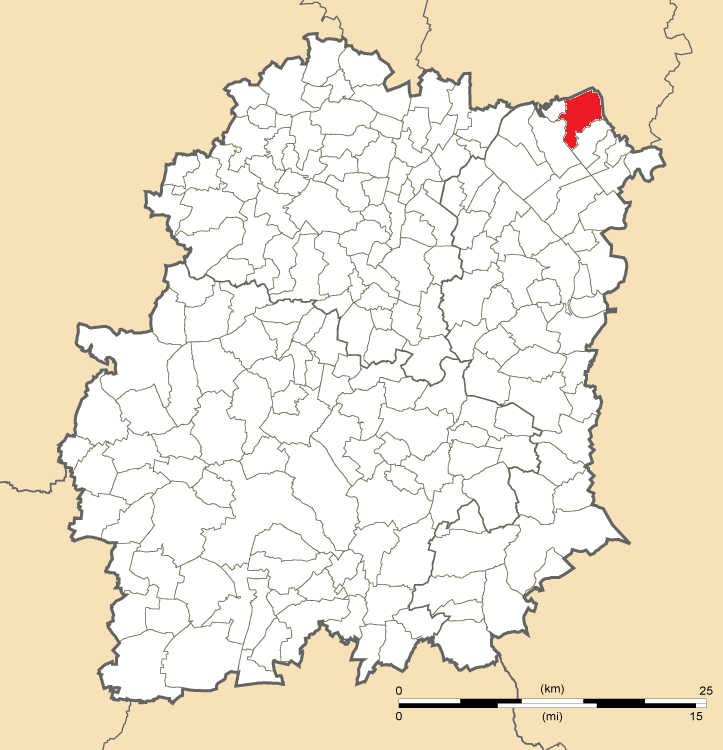
Position d’Yerres en Essonne.

Yerres est située dans le nord-est du département de l’Essonne, limitrophe du département du Val-de-Marne dans la région Île-de-France, dans la partie sud-est de l’agglomération parisienne. Implantée dans la vallée de l’Yerres et du Réveillon, elle est située dans la partie sud-ouest de la région naturelle de la Brie au nord de la vaste forêt de Sénart.
Le territoire communal occupe une superficie totale de neuf cent quatre-vingt-quatre hectares avec une forme approximative de virgule inversée orientée du nord-est au sud long de quatre kilomètres du nord au sud et large d’un kilomètre dans sa partie sud, de quatre kilomètres dans sa partie nord. L’Institut national de l'information géographique et forestière attribue les coordonnées géographiques 48°43'07" Nord et 02°30'22" E au point central de ce territoire.
La commune d’Yerres est située à vingt kilomètres au sud-est de Paris-Notre-Dame, point zéro des routes de France, dix kilomètres au nord-est d’Évry, vingt kilomètres à l’est de Palaiseau, quarante et un kilomètres au nord-est d’Étampes, dix-neuf kilomètres au nord-est de Montlhéry, vingt-quatre kilomètres au nord-est d’Arpajon, vingt-huit kilomètres au nord-est de La Ferté-Alais, trente-cinq kilomètres au nord de Milly-la-Forêt, quarante-deux kilomètres au nord-est de Dourdan, vingt-trois kilomètres au nord-ouest de Melun et neuf kilomètres au sud de Créteil.

### Communes limitrophes
Yerres est limitrophe de six communes : au nord-ouest et au nord, le chemin du bois de la Grange marque la limite avec les communes val-de-marnaise de Valenton et Limeil-Brévannes, au nord-est et à l’est, le chemin d’Yerres, la rue de Valenton, l’allée du Clocher, le chemin du Cimetière et le chemin de Paris matérialisent la limite avec Villecresnes, au sud-est, Yerres et Brunoy sont séparées par le Réveillon et l’Yerres, puis par les rues Gabriel-Péri, Monsieur, des Glaises, Claude-Monet et Marceau.
Au sud-ouest et à l’ouest se trouve la forêt de Sénart, sur le territoire de Montgeron, séparée par l’avenue de la Résistance, puis le secteur pavillonnaire séparé par les rues Pierre-Semard, du Verger et d’Yerres jusqu’à la jonction avec le cours de la rivière. De ce point démarre la frontière avec Crosne matérialisée par la rue du Vieux-Château et le chemin des Uselles jusqu’au bois de la Grange.

### Relief et géologie
La commune est implantée dans la basse vallée de l’Yerres, elle occupe les deux versants nord et sud, le point le plus bas de la commune est situé dans le lit de la rivière, à l’extrémité ouest de la Grande Prairie, près de la limite avec Montgeron à seulement trente mètres d’altitude, le territoire s’élève ensuite rapidement vers le nord-est pour atteindre le point culminant sur le mont Griffon à cent seize mètres d’altitude à seulement neuf cent cinquante mètres de distance.
Au nord-est se trouve ensuite le plateau de la Brie. Le centre-ville, placé en amont de la rivière, est lui situé approximativement à quarante-sept mètres d’altitude, le terrain poursuit sa lente ascension vers l’est puisque le lit du Réveillon à la limite avec Villecresnes culmine à cinquante-neuf mètres et vers le sud dans la forêt de Sénart avec une altitude de cinquante-et-un mètres pour la gare et quatre-vingt-cinq mètres à la limite sud avec Montgeron.
Le sous-sol est caractéristique du Bassin parisien et plus précisément de la Brie avec une accumulation de couches sédimentaires de calcaire, d’argile et de limon renfermant de la meulière, érodé vers l’ouest par les cours d’eau.

### Hydrographie

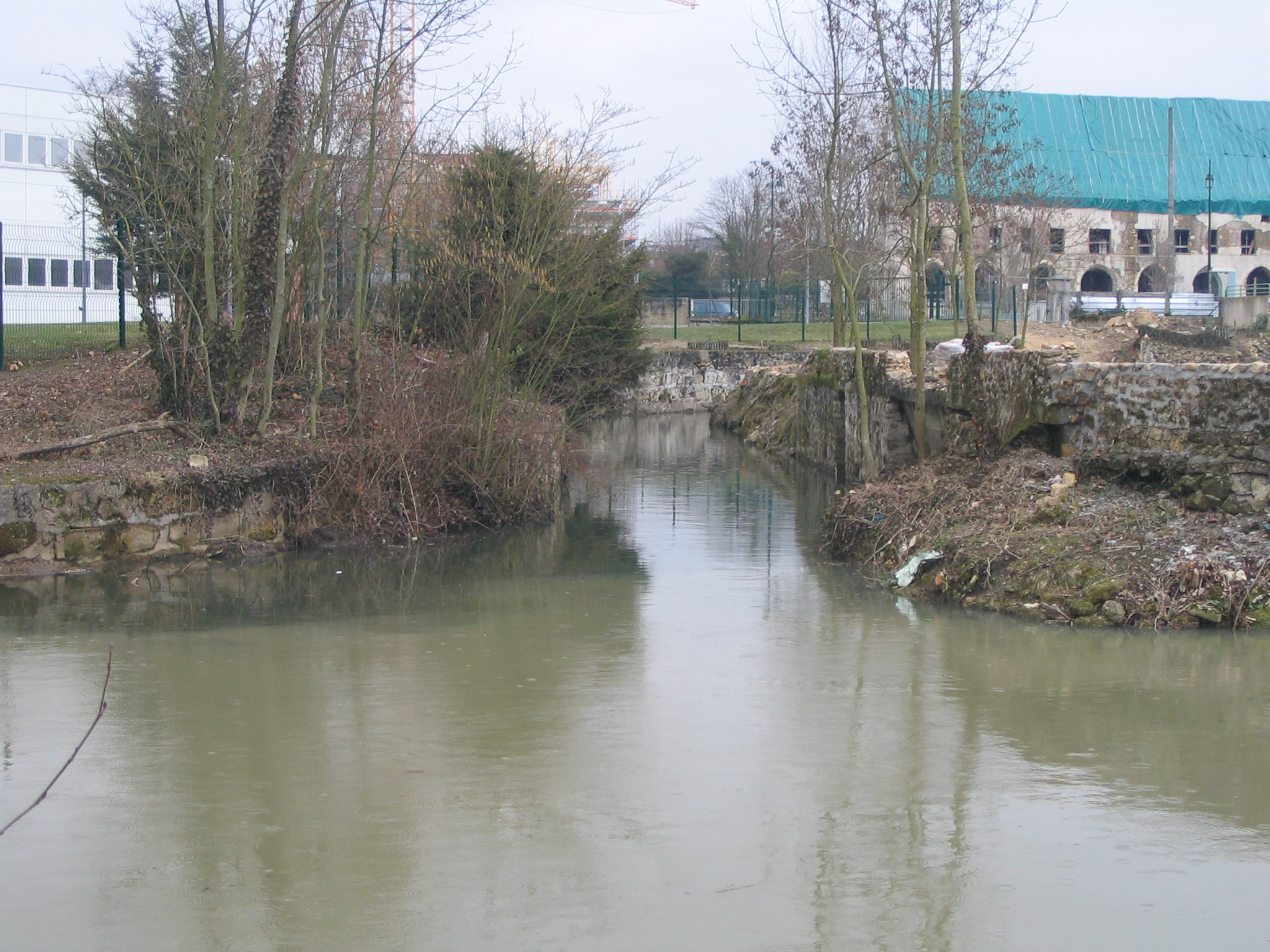
La confluence du Réveillon et de l’Yerres.

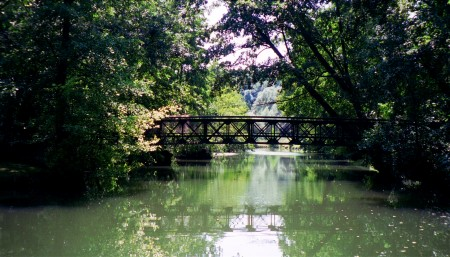
L'Yerres.

Le territoire de la commune est traversé en son centre, d’est en ouest par la rivière l’Yerres qui parcourt ainsi trois kilomètres. Une station de mesure des eaux était installée sur le pont Massat jusqu’en 1989, elle a enregistré un débit maximal de cent quatorze mètres cubes par seconde en avril 1983.
La limite sud-est avec Brunoy est matérialisée par le cours du Réveillon qui totalise sur le territoire approximativement deux kilomètres jusqu’à la confluence des deux rivières. Au niveau de cette confluence, l’Yerres se divise en deux bras jusqu’à la fontaine de Budé à proximité du centre-ville. À hauteur du manoir, une dérivation a été pratiquée pour former une petite île dans l’ancienne propriété Caillebotte.
Enfin, à la frontière avec Montgeron, le ruisseau de Chalandray se sépare du cours de la rivière pour irriguer la prairie du centre équestre. Une petite mare se situe dans le parc de l’hôtel de ville, un canal enserre le parvis du château de la Grange protégé sur ses façades est et sud par des douves en eau. À l’extrémité ouest du parc, un bassin agrémente la perspective.
La gestion de l’Yerres et du Réveillon est confiée à un syndicat intercommunal, le SyAGE.

### Milieux naturels et biodiversité
La commune d'Yerres dispose d'un vaste parc urbain dans l'ancienne propriété Caillebotte disposant de plusieurs folies auquel s'ajoutent trente-cinq hectares de jardins publics disséminés sur le territoire. Elle a été récompensée par deux fleurs au concours des villes et villages fleuris.
Deux cent neuf hectares de la forêt de l'Arc boisé gérés par l'office national des forêts occupent le nord-est du territoire communal et forment la majeure partie des trois cent quarante-quatre hectares de massif boisé dont jouit la commune. Les bords de l'Yerres constituent eux une coulée verte presque ininterrompue traversant le territoire d'est en ouest.
- Île Panchout

Le parc Caillebotte
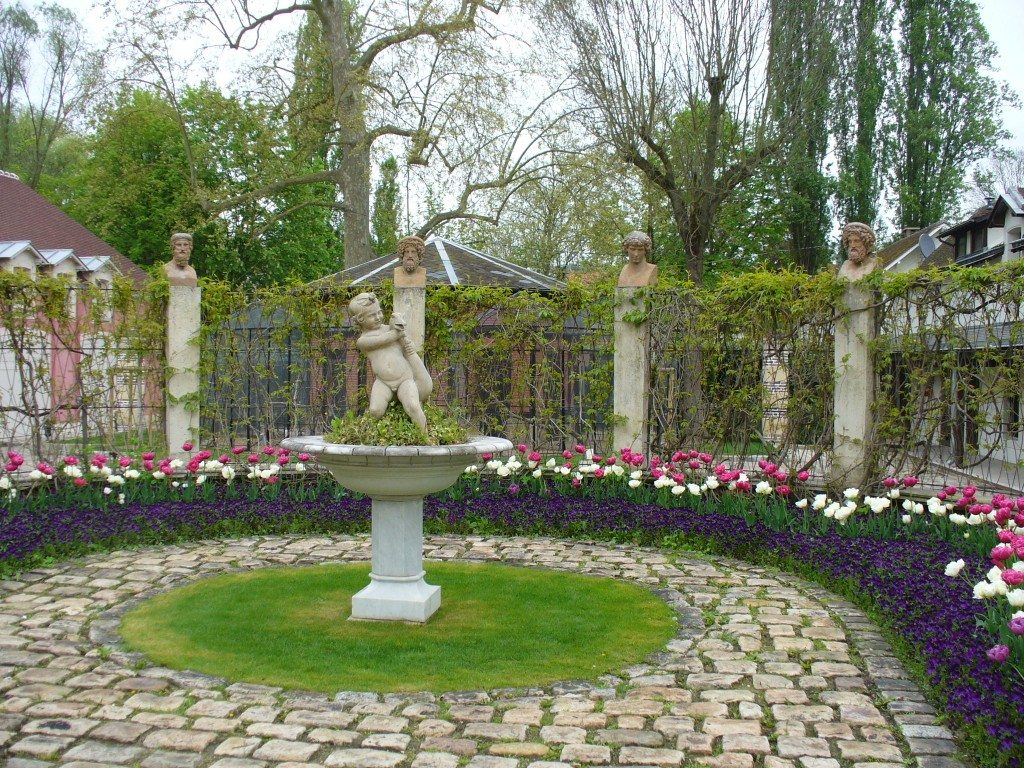
La fontaine.
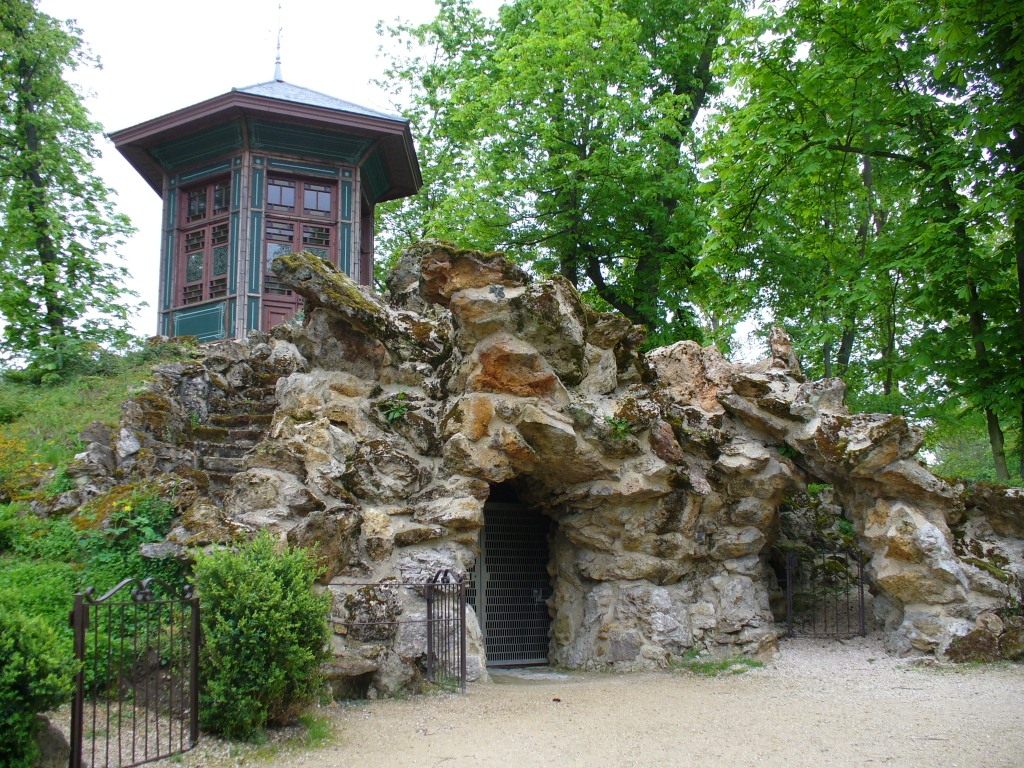
La glacière.
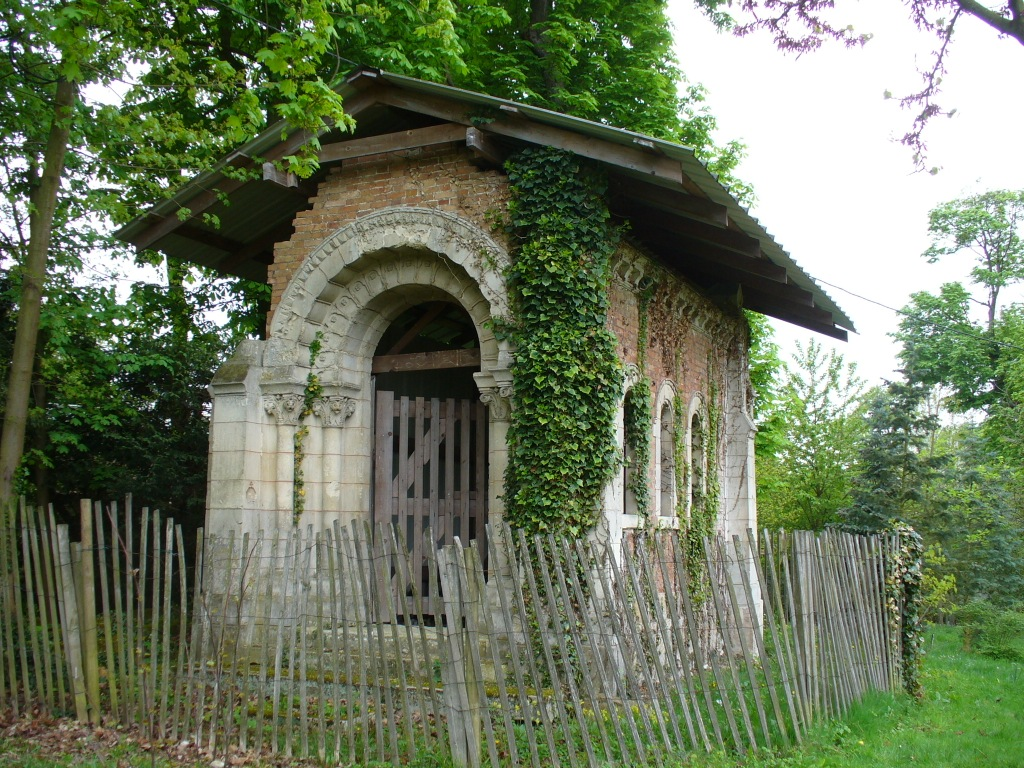
La chapelle.

### Climat
Pour des articles plus généraux, voir Climat de l'Île-de-France et Climat de l'Essonne.
En 2010, le climat de la commune est de type climat océanique dégradé des plaines du Centre et du Nord, selon une étude du CNRS s'appuyant sur une série de données couvrant la période 1971-2000. En 2020, Météo-France publie une typologie des climats de la France métropolitaine dans laquelle la commune est exposée à un climat océanique altéré et est dans la région climatique Sud-ouest du bassin Parisien, caractérisée par une faible pluviométrie, notamment au printemps (120 à 150 mm) et un hiver froid (3,5 °C).
Pour la période 1971-2000, la température annuelle moyenne est de 11,5 °C, avec une amplitude thermique annuelle de 15,3 °C. Le cumul annuel moyen de précipitations est de 665 mm, avec 10,9 jours de précipitations en janvier et 7,7 jours en juillet. Pour la période 1991-2020, la température moyenne annuelle observée sur la station météorologique la plus proche, située sur la commune de Limeil-Brévannes à 3 km à vol d'oiseau, est de 12,5 °C et le cumul annuel moyen de précipitations est de 656,1 mm,. Pour l'avenir, les paramètres climatiques de la commune estimés pour 2050 selon différents scénarios d'émission de gaz à effet de serre sont consultables sur un site dédié publié par Météo-France en novembre 2022.
| Mois                                  | jan.         | fév.             | mars        | avril         | mai           | juin        | jui.           | août        | sep.          | oct.            | nov.          | déc.            | année    |
| ------------------------------------- | ------------ | ---------------- | ----------- | ------------- | ------------- | ----------- | -------------- | ----------- | ------------- | --------------- | ------------- | --------------- | -------- |
| Température minimale moyenne (°C)     | 2,2          | 2,2              | 4,3         | 6,4           | 10,1          | 13,3        | 15,3           | 14,8        | 11,5          | 8,7             | 5,1           | 2,7             | 8        |
| Température moyenne (°C)              | 4,9          | 5,7              | 8,8         | 11,7          | 15,4          | 18,7        | 20,8           | 20,6        | 16,8          | 12,8            | 8,2           | 5,3             | 12,5     |
| Température maximale moyenne (°C)     | 7,7          | 9,2              | 13,4        | 16,8          | 20,7          | 24,1        | 26,5           | 26,4        | 22,2          | 17              | 11,3          | 8               | 16,9     |
| Record de froid (°C) date du record   | −12 08.01.10 | −11,6 07.02.1991 | −8 01.03.05 | −3 06.04.21   | 0 06.05.19    | 4 12.06.05  | 7,5 04.07.1990 | 7 21.08.14  | 3 25.09.02    | −3,5 30.10.1997 | −9 24.11.1998 | −9,5 29.12.1996 | −12 2010 |
| Record de chaleur (°C) date du record | 16 13.01.04  | 22 27.02.19      | 26 31.03.21 | 28,5 25.04.07 | 32,5 28.05.17 | 37 27.06.11 | 40 31.07.20    | 41 06.08.03 | 33,5 14.09.20 | 29 01.10.11     | 22 06.11.18   | 18 16.12.1989   | 41 2003  |
| Précipitations (mm)                   | 49,9         | 46,3             | 46,4        | 48,2          | 66,7          | 56,1        | 55,2           | 60          | 49,1          | 56,1            | 56,6          | 65,5            | 656,1    |

## Urbanisme
Rapidement urbanisée dans la seconde moitié du XXe siècle, la commune est aujourd’hui décomposée en quatorze quartiers dont plusieurs grands ensembles et lotissement pavillonnaires.

### Typologie
Au 1er janvier 2024, Yerres est catégorisée grand centre urbain, selon la nouvelle grille communale de densité à sept niveaux définie par l'Insee en 2022.
Elle appartient à l'unité urbaine de Paris, une agglomération inter-départementale regroupant 407  communes, dont elle est une commune de la banlieue,,. Par ailleurs la commune fait partie de l'aire d'attraction de Paris, dont elle est une commune du pôle principal,. Cette aire regroupe 1 929 communes,.

### Occupation des solssimplifiée
Seulement 51 % du territoire était urbanisé et construit en 2003, 37 % soit approximativement trois cent soixante-dix hectares conservaient un caractère rural, principalement composé du bois de la Grange au nord de la commune.
Le territoire de la commune se compose en 2017 de 35,83 % d'espaces agricoles, forestiers et naturels, 11,69 % d'espaces ouverts artificialisés et 52,47 % d'espaces construits artificialisés.

### Lieux-dits, hameaux et écarts
La commune d’Yerres est composée de plusieurs quartiers répartis sur le territoire. À l’extrême nord-est, elle partage avec Villecresnes le lotissement pavillonnaire des Châtaigniers de Grosbois.
Au sud de la forêt de la Grange se trouvent les quartiers de la Sablière et de la Mare Armée (où se situe le stade Léo-Lagrange) dominant le centre-ville en bordure de rivière, avec à l’ouest le quartier du Manoir.
À l’est, à proximité de l’ancienne abbaye et de la limite avec Brunoy se trouve le quartier des Camaldules (Keranna) et un peu plus au nord le quartier du Bout du Monde.
Sur la rive sud de la rivière sont répartis plusieurs grands ensembles : La Grange aux Bois à l’est du parc Caillebotte, les Grands Godeaux près de la gare RER, la Grande Prairie à la limite ouest de la ville et la cité des Tournelles avec notamment le lycée professionnel Louis-Armand, la piscine Val de Forme et le stade Pierre-Mollet. Le quartier de Concy se situe quant à lui entre les Tournelles et les Grands Godeaux.
Au-delà de la voie ferrée, le sud du territoire qui fut auparavant boisé est occupé par les quartiers de Gambetta, de Brossolette, du Taillis et du Rond-Point Pasteur où se situent l’école La Garenne, la Poste annexe ainsi que la mairie annexe.
Au pied du mont Griffon subsiste le lieu-dit le Prieuré et les bords de l’Yerres ont pris l’appellation de Caillebotte en référence à la propriété de l’artiste.
La municipalité a regroupé ces quartiers en sept parties pour instituer les conseils de quartier : Centre-ville - Bellevue, Tournelles - Rives de l’Yerres, Concy - Grands Godeaux - Gare, Gambetta - Brossolette - Belvédère, Taillis - Garenne, Grobois - Mare Armée - Sablière et Camaldules - Abbaye - Bout du Monde.
Les quartiers de la Sablière et des Tournelles ont été répertoriés comme prioritaires dans le cadre du contrat de ville du Val-d’Yerres et sont intégrés à un contrat urbain de cohésion sociale.
L’Insee découpe la commune en sept îlots regroupés pour l'information statistique : Taillis - Garenne, Gambetta - Brossolette - Gare, Camaldules, Concy - Grands Godeaux - Belvédère, Rives de l’Yerres - Tournelles, Bellevue - Centre-ville et Grosbois - Mare Armée - Sablière.
La commune compte 20 lieux-dits administratifs répertoriés consultables ici

### Habitat et logement
En 2019, le nombre total de logements dans la commune était de 12 871, alors qu'il était de 12 383 en 2014 et de 12 249 en 2009.
Parmi ces logements, 94,2 % étaient des résidences principales, 0,7 % des résidences secondaires et 5,1 % des logements vacants. Ces logements étaient pour 47 % d'entre eux des maisons individuelles et pour 52,8 % des appartements.
Le tableau ci-dessous présente la typologie des logements à Yerres en 2019 en comparaison avec celle de l'Essonne et de la France entière. Une caractéristique marquante du parc de logements est ainsi une proportion de résidences secondaires et logements occasionnels (0,7 %) inférieure à celle du département (1,7 %) mais supérieure à celle de la France entière (9,7 %). Concernant le statut d'occupation de ces logements, 69,5 % des habitants de la commune sont propriétaires de leur logement (73 % en 2014), contre 58,7 % pour l'Essonne et 57,5 pour la France entière.
| Typologie                                               | Yerres | Essonne | France entière |
| ------------------------------------------------------- | ------ | ------- | -------------- |
| Résidences principales (en %)                           | 94,2   | 91,7    | 82,1           |
| Résidences secondaires et logements occasionnels (en %) | 0,7    | 1,7     | 9,7            |
| Logements vacants (en %)                                | 5,1    | 6,6     | 8,2            |

### Voies de communication et transports
Positionnée dans la vallée, la commune est traversée par plusieurs axes de transports, dont la ligne de Paris-Lyon à Marseille-Saint-Charles empruntée par la ligne D du RER d'Île-de-France avec une desserte dans la gare d'Yerres, les routes départementales 31, 32, 50, 94 et 941, elle est placée à mi chemin de la route nationale 6 au sud et de la route nationale 19 au nord.
Plusieurs lignes d’autobus sillonnent le territoire et permettent de rallier les points névralgiques voisins.

## Toponymie
Edera en 1235, Hedera en 1238, Hezdera en 1248, Hietra en 1630, Erra, Irrya, Hierre.
En 1801 dans le bulletin des lois, le nom de la commune était indifféremment orthographié Yerres ou Yeres. Liaison et élision sont à faire ; on dit ainsi la ville d’Yerres comme de la rivière l’Yerres.

## Histoire

### Les origines
Il est probable que le gué d’Yerres, situé sur la voie romaine menant de Paris à Montereau, ait été à l’origine du premier peuplement d’Yerres.

### Abbayes et seigneurs

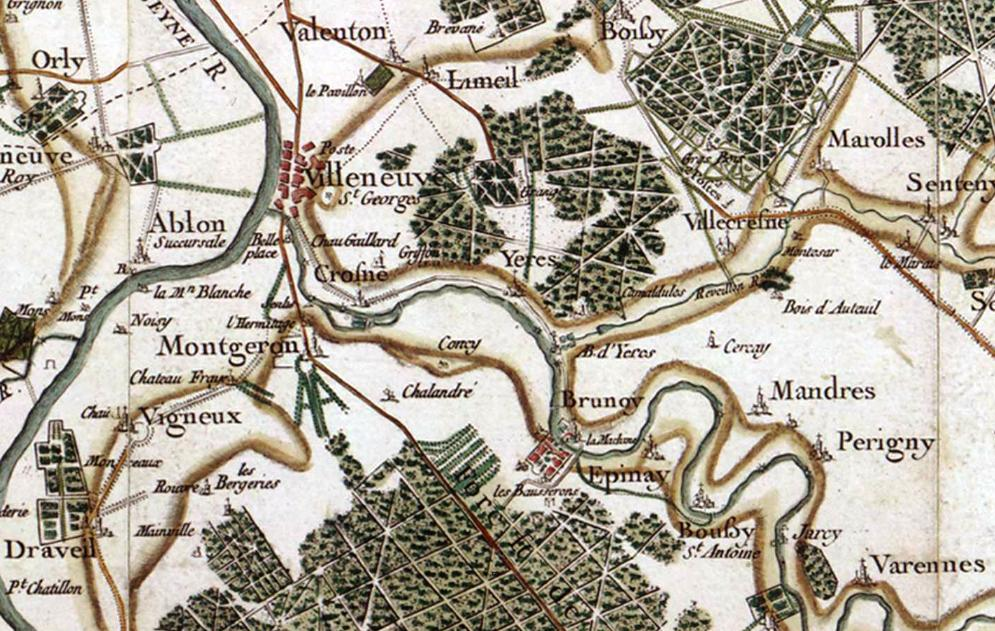
La région d’Yeres au XVIIe siècle par Cassini.

L’ensemble de la basse vallée de l’Yerres fut attribué par les rois mérovingiens aux grandes abbayes parisiennes, qui contribuèrent au développement local. La paroisse, initialement dédiée à Saint Loup fut citée au XIe siècle.
L’histoire connue du lieu démarre avec l’édification à partir de 1120 de l’abbaye Notre-Dame d'Yerres, tenue par les bénédictines. En 1130, le seigneur Guillaume de Hierres édifia un château dont subsiste aujourd’hui le châtelet en centre-ville. Au XIIe siècle, la seigneurie appartient à la famille du Donjon de Corbeil ( à titre de renseignement ; la généalogie des du Donjon de Corbeil, apparentés aux Le Riche, est confuse et imprécise) : Baudouin est le mari de la fondatrice de l'abbaye, Eustachie de Châtillon, et le père ou le grand-père de nombreux enfants, dont Eustachie du Donjon qui épouse Renaud de Courtenay. Au XIIIe siècle fut reconstruite l’église paroissiale. Les Courtenay héritent des droits (avec Bondoufle et Combs) par le mariage desdits Eustachie/Helvis/Hélène/Elisabeth du Donjon et Renaud, puis les Courtenay capétiens par l'union de leur fille Elisabeth (~1127-1205) avec Pierre de France (vers 1126-1180/1183) ; plus précisément, c'est Jean (Ier) de Courtenay, leur fils puîné semble-t-il, qui fonde la branche d'Yerres, puis son fils Guillaume Ier hérite de toute la seigneurie par la succession de son cousin Jean du Donjon, fils de Baudouin, en 1255. Le règne des Courtenay finit avec Isabelle d'Yerres, † vers 1428, fille de Jean IV de Courtenay d'Yerres.
Mais dès 1389 (ou le 9 juin 1386 ?), le fief d’Yerres revint pour moitié à Bureau de La Rivière, chambellan du roi de France Charles V, par achat sur Jean IV de Courtenay ; puis sa fille Jeanne de La Rivière le transmet à son mari Jacques de Châtillon (1365-1415 à Azincourt ; amiral de France ; parents de Louis de Châtillon, † sans postérité).
En 1390, le fief de la Grange est une parcelle du massif forestier d’Ardenay, défrichée par une communauté religieuse parisienne. En 1431, la reine Isabeau de Bavière y fit un séjour à la ferme des Godeaux.
Le 2 mars 1452, la famille Budé (Dreux Ier Budé, prévôt des marchands, notaire-secrétaire du roi, trésorier des Chartes, sire d'Evry, Marly, Villiers) acquiert la seigneurie sur Louis de Châtillon. Vers 1581, sa ferme est fortifiée. Le règne des Budé (et de leurs descendants Pasquier — Florent, mari d'Isabelle Budé —et du Faultray — Marc, mari de Charlotte Budé ; Isabelle et Charlotte Budé étaient filles d'Eustache Budé) s'achève en mars 1634 et en 1657 par deux ventes — d'un tiers de la seigneurie chacune  — à Rollin Burin, conseiller, maître d'hôtel et secrétaire du Roi et des Finances, contrôleur général des Postes de Paris, Normandie et Bretagne, plus la vente d'un autre tiers dès août 1628 et octobre 1633 à Louis-Emmanuel d'Angoulême, petit-fils de Charles IX, et à ses parents Charles d'Angoulême et Charlotte de Montmorency, seigneurs de Grosbois, du Piple et de Boissy (désormais Boissy, Grosbois et Yerres sont des seigneuries associées ; le Piple passe quant à lui à Jean-Jacques Gaudart de Petit-Marais). Les Budé ont laissé leur nom au château féodal, et leur manoir de Narelles est à l'origine du domaine Caillebotte.
La construction du château de La Grange est entreprise en 1617 par Charles Duret, contrôleur général des finances et fils du premier médecin de Charles IX. Selon la mode de l’époque, des jardins paysagers sont aménagés avec le château.

### Villégiature d’aristocrates et de grands bourgeois

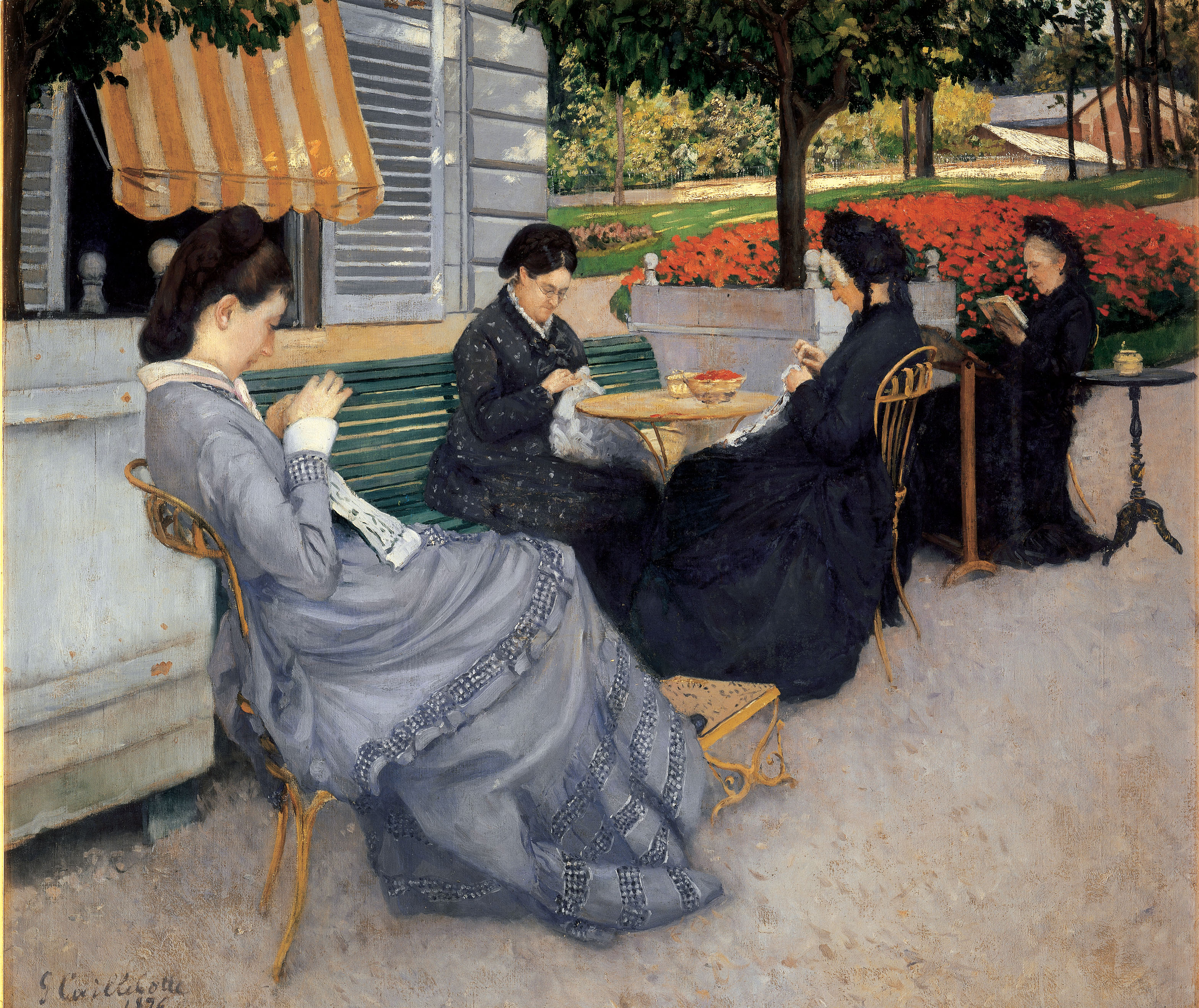
Le Portraits à la campagne de Gustave Caillebotte, peint dans la propriété d’Yerres.

Les deux tiers de la seigneurie sont donc vendus en 1637 à Rollin Burin, maître d’hôtel du roi, dont l’épouse était l’une des précieuses de l’époque, connue sous le nom de Bertaminde. En 1652, des camaldules édifièrent une nouvelle abbaye sur des terres données par Charles d’Angoulême. En 1658, Ninon de Lenclos y séjourna et y convia des amis aux frais de Bertaminde. L’esclandre qui s’ensuivit fut relaté par Tallemant des Réaux. En 1691, Jean de La Fontaine séjourna à l’auberge du Bois Bouron. Dès le 6 mars 1673, Rollin Burin vendit sa part à l’abbaye, qui céda elle-même le 12 juillet 1704 à Achille III de Harlay (1639-1712), Ier président du Parlement. Achille de Harlay était le maître de l'autre tiers, avec Grosbois, depuis le 12 juillet 1701 par achat à la duchesse d'Aumont (car Françoise-Marie d'Angoulême (1631-1696), fille de Louis-Emmanuel ci-dessus, vend le 5 février 1676 cette part avec Grosbois à Antoine de Brouilly de Piennes, dont la fille Olympe épouse Louis (1667-1723) duc d'Aumont et marquis de Villequiers). La seigneurie d'Yerres était ainsi réunie au bénéfice des Harlay. Fille d'Achille IV (1668-1717) et petite-fille d'Achille III, Louise-Madeleine de Harlay (1694-1749), épousa en 1711 le maréchal Christian-Louis de Montmorency-Luxembourg de Tingry et vendit Yerres et Grosbois dès le 4 mars 1718 à Samuel-Jacques Bernard, après qui on trouve Germain-Louis Chauvelin (1685-1762) comme acquéreur en 1731, puis François-Marie Peyrenc de Moras (1718-1771) en 1762 et son héritier par alliance Pierre-Paul II Gilbert de Voisins en 1771, enfin le comte de Provence en 1776.
Entre 1715 et 1717, le prince de Hongrie et Transylvanie François II Rákóczi fit retraite au couvent des Camaldules. Le maréchal de Saxe, qui résidait régulièrement depuis 1745 au château du Piple à Boissy-Saint-Léger (chez son hôte Joseph Hénault de Montigny), acheta le domaine de La Grange en 1748 et y lança d’importants réaménagements qui restèrent inachevés à sa mort, deux ans plus tard. Ils furent terminés par Jacques Ramond, secrétaire du roi, entre 1755 et 1762. Les jardins furent redessinés en 1847 selon un tracé moins régulier et plus romantique.
Le 10 octobre 1792 furent expulsées les sœurs de l’abbaye Notre-Dame qui fut vendu en lots. L’ancien cimetière, situé au nord de l’église, fut déplacé à son emplacement actuel en 1832. Dans la seconde moitié du XIXe siècle d’importants travaux lui donnèrent son style romano-byzantin actuel. En 1846 fut aménagée la ligne de Paris-Lyon à Marseille-Saint-Charles dans la vallée permettant de rallier la capitale par chemin de fer.
C’est en 1860 que le père de Gustave Caillebotte acquit sa propriété d’Yerres, située à proximité de l’ancien gué et du pont sur la rivière. Le bâtiment principal, ancien manoir des Budé ou Hôtel de Narelles, est nommé « Casin », et est inspiré de la Casina de Raphaël située dans les jardins de la villa Borghèse à Rome. L’artiste réalisa plus de quatre-vingts tableaux dans cette propriété ainsi que dans la campagne environnante. En 1866, c’est Pierre Larousse qui acquit une maison à Yerres. Durant la Guerre franco-allemande de 1870, la commune fut le théâtre de batailles dont témoignent les tombes des soldats wurtembergeois. En 1883, le mont Griffon fut sommé d’une borne géodésique servant au calcul des distances entre les grandes villes de France par triangulation.

### Époque contemporaine
Pendant la Première Guerre mondiale, la villa Carlmenstren devient l'Hôpital auxiliaire de l'association des Dames de France (HAADF) no 223.
En 1937, l’État hongrois fit élever une stèle pour honorer le héros national François Rákóczi, qui fut déplacée en 1978 dans le square qui porte son nom. Durant la seconde Guerre mondiale, deux Yerrois se distinguèrent par l’aide qu’ils apportèrent aux persécutés, Lucien et Marguerite Dubouloz ont ainsi été élevé au rang de « Juste parmi les nations ».
En mars 1958, l’Yerres en crue inonda la vallée. Le 4 décembre 1966 fut signé le jumelage entre la commune d’Yerres et Mendig. En 1973 se constitua à Yerres une association de défense de l’environnement et de la nature pour stopper les constructions de grands ensembles dans la commune.
En 2000, le château de la Grange, devenu hôtel et restaurant, fut rebaptisé « château du Maréchal de Saxe » pour les besoins de cette nouvelle activité commerciale. En 2011, une rixe éclata au lycée Louis-Armand, des coups de feu furent tirés et sept personnes furent interpellées à la suite de ce fait divers.

## Politique et administration

### Rattachements administratifs et électoraux
Rattachements administratifs
Antérieurement à la loi du 10 juillet 1964, la commune faisait partie du département de Seine-et-Oise. La réorganisation de la région parisienne en 1964 fit que la commune appartient désormais au département de l'Essonne après un transfert administratif effectif au 1er janvier 1968.
La commune a été rattachée de 1801 à 1919 au canton de Boissy-Saint-Léger, année où elle intègre le canton de Villeneuve-Saint-Georges, puis, en 1964, celui de Brunoy. En 1975, la commune devient le chef-lieu du canton de Yerres. Dans le cadre du redécoupage cantonal de 2014 en France, cette circonscription administrative territoriale a disparu, et le canton n'est plus qu'une circonscription électorale.
Rattachements électoraux
Pour les élections départementales, la commune est depuis 2014 le bureau centralisateur du canton de Yerres
Pour l'élection des députés, elle fait partie depuis 1986 de la huitième circonscription de l’Essonne.

### Intercommunalité
La ville adhérait depuis 2002 à la communauté d'agglomération du Val d'Yerres, un établissement public de coopération intercommunale (EPCI) à fiscalité propre.
Dans le cadre de la mise en œuvre de la loi MAPAM du 27 janvier 2014, qui prévoit la généralisation de l'intercommunalité à l'ensemble des communes et la création d'intercommunalités de taille importante, le préfet de la région d'Île-de-France approuve le 4 mars 2015 un schéma régional de coopération intercommunale qui prévoit notamment la « fusion de la communauté d'agglomération Sénart Val de Seine, de la communauté d'agglomération du Val d'Yerres et extension du nouveau regroupement à la commune de Varennes-Jarcy », jusqu'alors membre de la Communauté de communes du Plateau Briard. Celle-ci, après une consultation de ses habitants qui s'est tenue en avril 2015, intègre néanmoins la communauté de communes de l'Orée de la Brie le 1er janvier 2016, de manière à ne pas être concernée par la Métropole du Grand Paris,.
Les communes de Sénart Val de Seine s'opposent à la création, et le maire de Draveil, Georges Tron, organise un référendum dans sa ville, qui aboutit à un rejet de la fusion par 98,3 %, mais avec une participation limitée à 23 % des électeurs,.
La création de la nouvelle communauté d'agglomération est néanmoins créée par arrêté préfectoral du 14 décembre 2015 « portant création d’un établissement public de coopération intercommunale issu de la fusion des communautés d’agglomération Sénart Val de Seine et Val d’Yerres », dénommée communauté d'agglomération Val d'Yerres Val de Seine.

### Tendances et résultats politiques

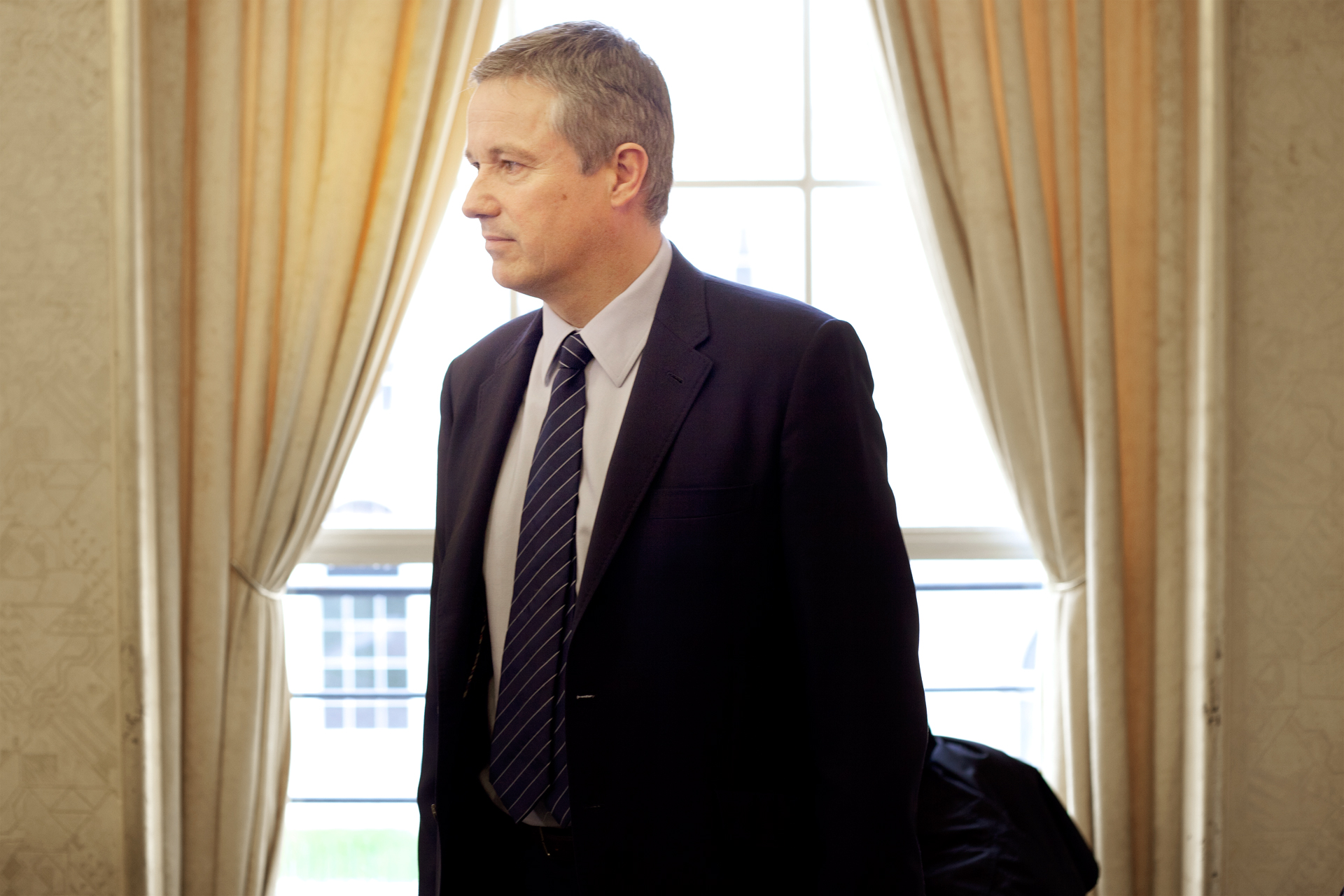
Nicolas Dupont-Aignan, ancien maire, député.

Les électeurs d’Yerres se caractérisent par leur propension à voter plutôt à droite, sauf lors des scrutins massivement remportés par la gauche où ils tendent à suivre les résultats nationaux.
Au plan local, le maire Nicolas Dupont-Aignan, entré en dissidence de l’Union pour un mouvement populaire (UMP), bénéficie d’un électorat acquis et fidèle puisqu’il a été élu dès le premier tour des  municipales de 2001, de 2008 et de  2014 avec plus de 75 % des suffrages, la liste PS-MoDem (le PCF ayant choisi de ne pas participer à cette liste, le privant ainsi d'élus pour la première fois depuis 1945) n'a pas été en mesure de l'inquiéter. De la même façon, la candidate aux élections cantonales de 2008, affiliée à la même famille politique bénéficie d’un traitement équivalent avec une victoire à plus de 60 % des votes. Particularité notable, la confiance dont bénéficie le maire se répercute dans le reste de la circonscription puisqu’il a été là aussi élu dès le premier tour lors des législatives de 2002, de 2007 et 2012 avec plus de 60 % des voix. Lors de l'élection présidentielle de 2017 il arrive en tête dans sa commune avec 28 % des suffrages.
Cette tendance au vote à droite ne vire cependant pas au vote d’extrême droite puisque, lors du premier tour de la présidentielle de 2002, les électeurs yerrois n’avaient placé le candidat Jean-Marie Le Pen qu’en troisième position et ne lui avaient accordé que 13,63 % des suffrages au second tour soit 4 points de moins qu’au niveau national. La fidélité des électeurs yerrois au mouvement de leur édile se traduit par une curiosité départementale lors des élections européennes en 2009, Yerres étant la seule commune du département à placer en tête la liste Debout la République, devant celle d’Europe Écologie. En 2004, les cantonales et les régionales, largement remportés par la gauche au niveau national, ont vu des résultats plus nuancés à Yerres avec seulement sept points d’écart entre les candidats Jean-Paul Huchon (PS) et Jean-François Copé (UMP) lors des élections régionales.
En 2005, les Yerrois, suivant la position défendue par leur maire et une campagne très active de la section locale du PCF, votent très largement non au référendum français sur le traité établissant une constitution pour l'Europe à plus de 57 % alors qu'ils avaient approuvé dans les mêmes proportions le référendum sur le traité de Maastricht en 1992.
Des sections du Parti socialiste et du Parti communiste français sont présentes dans la commune.
Élections présidentielles
Résultats des deuxièmes tours :
- Élection présidentielle de 2002 : 86,37 % pour Jacques Chirac (RPR), 13,63 % pour Jean-Marie Le Pen (FN), 81,49 % de participation[58].
- Élection présidentielle de 2007 : 54,32 % pour Nicolas Sarkozy (UMP), 45,68 % pour Ségolène Royal (PS), 86,77 % de participation[59].
- Élection présidentielle de 2012 : 50,69 % pour François Hollande (PS), 49,31 % pour Nicolas Sarkozy (UMP), 82,15 % de participation[60].
- Élection présidentielle de 2017 : 68,47 % pour Emmanuel Macron (REM), 31,53 % pour Marine Le Pen (FN), 75,84 % de participation[61].
- Élection présidentielle de 2022 : 64,28 % pour Emmanuel Macron (LREM), 35,72 % pour Marine Le Pen (RN), 70,78 de participation[62],[63].

Élections législatives
Résultats des deuxièmes tours :
- Élections législatives de 2002 : 64,32 % pour Nicolas Dupont-Aignan (UMP) élu au premier tour, 20,82 % pour Marie-Christine Ducasse (PS), 70,23 % de participation[64].
- Élections législatives de 2007 : 66,05 % pour Nicolas Dupont-Aignan (DLR) élu au premier tour, 18,13 % pour Véronique Hache-Aguilar (PS), 65,32 % de participation[65].
- Élections législatives de 2012 : 72,61 % pour Nicolas Dupont-Aignan (DLR), 27,39 % pour Aude Bristot (PS), 61,16 % de participation[66].
- Élections législatives de 2017 : 62,78 % pour Nicolas Dupont-Aignan (DLF), 37,22 % pour Antoine Pavamani (REM), 53,44 % de participation[67].
- Élections législatives de 2022  : 67,51 % pour Nicolas Dupont-Aignan (DLF), 32,49 % pour Émilie Chazette-Guillet (LFI), 51,23 % de participation[68]

Élections européennes
Résultats des deux meilleurs scores :
- Élections européennes de 2004 : 26,88 % pour Harlem Désir (PS), 17,30 % pour Patrick Gaubert (UMP), 46,18 % de participation[69].
- Élections européennes de 2009 : 36,14 % pour Jean-Pierre Enjalbert (DLR), 17,76 % pour Daniel Cohn-Bendit (Europe Écologie), 45,30 % de participation[70].
- Élections européennes de 2014 : 36,12 % pour Dominique Jamet (DLR), 14,00 % pour Aymeric Chauprade (FN), 48,35 % de participation[71].
- Élections européennes de 2019 :21,78 % pour  Nicolas Dupont-Aignan (CNIP), 20,38 % pour Nathalie Loiseau (LREM-MoDem), 53,32 % de participation[72]

Élections régionales
Résultats des deux meilleurs scores :
- Élections régionales de 2004 en Île-de-France : 49,01 % pour Jean-Paul Huchon (PS), 41,92 % pour Jean-François Copé (UMP), 67,25 % de participation[73].
- Élections régionales de 2010 en Île-de-France : 54,06 % pour Jean-Paul Huchon (PS), 45,94 % pour Valérie Pécresse (UMP), 46,70 % de participation[74].
- Élections régionales de 2015 en Île-de-France : 46,40 % pour Valérie Pécresse (LR), 36,44 % pour Claude Bartolone (PS), 54,88 % de participation[75].
- Élections régionales de 2021 en Île-de-France : 49,29 % pour Valérie Pécresse (LR), 27,44 % pour Julien Bayou (EÉLV), 32,56 % de participation[76]

Élections cantonales et départementales
Résultats des deuxièmes tours :
- Élections cantonales de 2001 dans l'Essonne : données manquantes.
- Élections cantonales de 2008 dans l'Essonne : 62,19 % pour Nicole Lamoth (DVD), 19,06 % pour Véronique Hache-Aguilar (PS), 61,78 % de participation[77].
- Élections départementales de 2015 dans l'Essonne : 68,99 % pour Olivier Clodong et Martine Sureau face aux candidats de l'Union de la Gauche[78]
- Élections départementales de 2021 dans l'Essonne : 75,22 % pour Olivier Clodong / Martine Sureau (DVD), 24,78 % pour  Émilie Godart / Karim Sellami (écologistes), 32,79 % de participation[79]

Élections municipales
Résultats des deuxièmes tours :
- Élections municipales de 2001 : 76,15 % pour Nicolas Dupont-Aignan (RPR) élu au premier tour, 20,59 % pour Alain Bétant (PS), 63,66 % de participation[80].
- Élections municipales de 2008 : 79,70 % pour Nicolas Dupont-Aignan (DLR) élu au premier tour, 20,30 % pour Véronique Hache-Aguilar (PS), 61,90 % de participation[81].
- Lors du premier tour des élections municipales de 2014 dans l'Essonne, la liste DLF menée par le maire sortant Nicolas Dupont-Aignan obtient la majorité absolue des suffrages exprimés, avec 9 718 voix (77,14 %, 32 conseillers municipaux élus dont 14 communautaires), devançant très largement les listes menées respectivement par[82] : 
- Daphné Ract-Madoux (DVD, 922 voix, 7,31 %, 1 conseiller municipal élu) ; 
- Alain Betant (PS-PCF-EELV, 1425 11,31 %, 2 conseillers municipaux élus dont 1 communautaire) ;
- Daniel Guernalec (FG, 532 voix, 4,22 %, pas d'élus).
Lors de ce scrutin, 38,52 % des électeurs se sont abstenus.

- Lors du premier tour des élections municipales de 2020 dans l'Essonne, la liste DLF menée par le maire sortant Olivier Clodong — qui avait succédé  à Nicolas Dupont-Aignan après sa réélection comme député en 2017 — obtient la majorité absolue des suffrages exprimés, avec 5 345 voix (72,76 %, 31 conseillers municipaux élus dont 9 communautaires), devançant très largement celles menées respectivement par[83] : 
- Fabienne Gabbanelli (DVG, 1 284 voix, 17,47 %, 3 conseillers municipaux élus) ;
- Claire Charansonnet (DVG, 717 voix, 9,76 %, 1 conseiller municipal élu).
Lors de ce scrutin marqué par la pandémie de Covid-19 en France, 63,47 % des électeurs se sont abstenus

Référendums
- Référendum de 2000 relatif au quinquennat présidentiel : 75,94 % pour le Oui, 24,06 % pour le Non, 32,77 % de participation[84].
- Référendum de 2005 relatif au traité établissant une Constitution pour l’Europe : 57,62 % pour le Non, 42,38 % pour le Oui, 72,86 % de participation[85].

### Politique locale
Trente-cinq élus siègent au conseil municipal.

### Démocratie participative
La commune a mis en place sept conseils de quartier et un conseil municipal des jeunes[réf. nécessaire].

### Politique de développement durable
En 2008, la commune s’est engagée dans un « éco-plan » visant à réduire les dépenses énergétiques de la commune et des services municipaux. Les bois au nord de la commune et les berges de l'Yerres et du Réveillon ont fait l’objet d’un recensement au titre des espaces naturels sensibles par le département, la vallée de l'Yerres est en outre classée au titre de la loi du 2 mai 1930 pour son caractère pittoresque depuis 2006.

### Jumelages et partenariats
| Yerres Mendig |

Yerres a développé des associations de jumelage avec :
- Mendig (Allemagne) depuis 1968[102] ;
- Sainte-Brigitte-de-Laval (Canada) depuis 2010[103].

Elle a en outre développé un accord d’aide au développement avec la commune de Câmpulung la Tisa en Roumanie depuis 1990.

## Équipements et services publics

### Équipements scolaires
Les élèves d’Yerres sont rattachés à l’académie de Versailles.
En 2010, la commune dispose sur son territoire des écoles maternelles de la Mare-Armée, de la Grande-Prairie, Saint-Hubert, du Jardin-de-Concy, de la Garenne, Pierre Brossolette, des Tournelles et Victor-Hugo, des écoles élémentaires Beauregard, Antoine-de-Saint-Exupéry et du Taillis et des écoles primaires des Camaldules, des Grands-Godeaux et Pierre-Brossolette. S’ajoute l’école primaire privée de confession juive Beth-Rivkah,.
La poursuite d’études se fait ensuite au collège Guillaume-Budé et au lycée professionnel Louis-Armand. La commune accueille en outre l’institut médico-éducatif La Cerisaie.
Les jeunes enfants sont accueillis dans les crèches collectives La Dorlotte, familiales Bambi et Pinocchio et dans les centres de multi-accueil Tobogantine et Les Calinous et les micro-crèches Caramiel et Coquinours. Hors périodes scolaires, les enfants sont pris en charge par les centres de loisirs Brossolette, Concy, Jacques-Prévert et Grosbois.

### Équipements de santé
Yerres est situé à proximité du centre hospitalier de Villeneuve-Saint-Georges mais dispose de l’hôpital privé du Val d’Yerres, équipé de deux cent vingt lits, d’un service d’urgences. La commune d’Yerres accueille aussi sur son territoire le centre de réadaptation Albert-Calmette rattaché au centre hospitalier Sud Francilien et quatre résidences pour personnes âgées, les résidences Asphodia, Beauregard, Sofia et de la Grange aux Bois. S’ajoute l’Ésat de la Châtaigneraie destiné au public handicapé, un centre de protection maternelle et infantile et un centre de planification familiale.
En 2009, quarante-huit médecins, onze chirurgiens-dentistes et douze pharmacies sont installés dans la commune.

### Équipements culturels
La commune d’Yerres dispose de plusieurs lieux de pratique ou d’accès à la culture dont la propriété Caillebotte qui accueille des expositions permanentes et temporaires, le centre d’art et d’expositions de la Ferme Ornée, le centre éducatif et culturel (CEC) municipal qui a été reconstruit, puis inauguré le 12 mai 2012 ; la salle de cinéma Paradiso, la maison des associations installées à la Grange aux Bois et la salle André-Malraux.
S’ajoute le conservatoire de musique et de danse intercommunal dont certains cours sont dispensés dans la commune.

### Équipements sportifs
La commune d’Yerres est équipée de plusieurs installations sportives permettant la pratique de diverses activités. Elle dispose ainsi de trois stades : Léo-Lagrange équipé de quatre terrains de football et rugby, Pierre-Mollet équipé de deux terrains de football et Grosbois avec un seul terrain ; des gymnases des Godeaux, des Tournelles et Michel-Finet, des plateaux d’évolution Pierre-Brossolette, Pierre-de-Coubertin, de la Sablière et des Tournelles, du centre Yerrois de loisirs et d’arts martiaux, de la piscine Pierre-de-Coubertin, des salles de sport des Camaldules, du Taillis, du Centre, Pierre-Mollet et Jean-Claude-Bouttier, des skateparks Léo-Lagrange et du centre éducatif et culturel, des tennis des Tournelles avec six courts dont deux couverts et des boulodromes Léo-Lagrange et Pierre-de-Coubertin.

### Équipements sociaux
En 2009, Yerres dispose d’un point information jeunesse, d'une maison de l'emploi gérée par la communauté d'agglomération Val d'Yerres Val de Seine (dont Yerres est l'une des neufs communes), d’une mission locale d'insertion, une antenne de la caisse primaire d'assurance maladie et de la caisse d’allocation familiale, une agence France Travail

### Postes et télécommunications
En 2009, Yerres dispose de deux bureau de poste en centre-ville et près du rond-point Pasteur.

### Justice, sécurité, secours et défense
L’organisation juridictionnelle rattache les justiciables yerrois au tribunal d’instance de Juvisy-sur-Orge, aux tribunaux de grande instance, de commerce et au conseil de prud’hommes d’Évry, et à la cour d'appel de Paris.

## Population et société

### Démographie

#### Évolution démographique
L'évolution du nombre d'habitants est connue à travers les recensements de la population effectués dans la commune depuis 1793. Pour les communes de plus de 10 000 habitants les recensements ont lieu chaque année à la suite d'une enquête par sondage auprès d'un échantillon d'adresses représentant 8 % de leurs logements, contrairement aux autres communes qui ont un recensement réel tous les cinq ans,.

En 2022, la commune comptait 28 349 habitants, en évolution de −1,63 % par rapport à 2016 (Essonne : +2,89 %, France hors Mayotte : +2,11 %).
| 1793 | 1800  | 1806  | 1821 | 1831 | 1836 | 1841  | 1846  | 1851  |
| ---- | ----- | ----- | ---- | ---- | ---- | ----- | ----- | ----- |
| 998  | 1 066 | 1 088 | 869  | 978  | 967  | 1 041 | 1 194 | 1 114 |

| 1856  | 1861  | 1866  | 1872  | 1876  | 1881  | 1886  | 1891  | 1896  |
| ----- | ----- | ----- | ----- | ----- | ----- | ----- | ----- | ----- |
| 1 135 | 1 288 | 1 526 | 1 437 | 1 308 | 1 429 | 1 492 | 1 683 | 1 730 |

| 1901  | 1906  | 1911  | 1921  | 1926  | 1931  | 1936  | 1946  | 1954  |
| ----- | ----- | ----- | ----- | ----- | ----- | ----- | ----- | ----- |
| 1 822 | 1 846 | 1 961 | 2 278 | 3 758 | 4 938 | 5 326 | 5 646 | 6 905 |

| 1962   | 1968   | 1975   | 1982   | 1990   | 1999   | 2006   | 2011   | 2016   |
| ------ | ------ | ------ | ------ | ------ | ------ | ------ | ------ | ------ |
| 10 747 | 18 206 | 23 162 | 25 715 | 27 136 | 27 455 | 28 572 | 28 933 | 28 820 |

| 2021   | 2022   | - | - | - | - | - | - | - |
| ------ | ------ | - | - | - | - | - | - | - |
| 28 699 | 28 349 | - | - | - | - | - | - | - |

Aujourd’hui intégrée à l’agglomération parisienne, Yerres n’était qu’un bourg lors de sa création, avec moins de mille habitants en 1793 et même une chute à huit cent soixante-neuf habitants en 1821. Elle entama à partir de la deuxième moitié du XIXe siècle une lente progression, passant de mille cent quatorze résidents en 1851 à mille huit cent vingt-deux personnes en 1901, interrompue par l’exode provoqué par l’occupation prussienne lors de la guerre franco-prussienne de 1870. La progression démographique s’accrut au sortir de la première Guerre mondiale avec deux mille deux cent soixante-dix-huit habitants en 1921, quatre mille neuf cent trente-huit dix ans plus tard et plus de cinq mille six cents personnes vivant à Yerres au lendemain de la Seconde Guerre mondiale en 1946. L’afflux de population vers la région capitale, les opérations de reconstruction entraînèrent une explosion démographique, la commune passant à dix mille sept cent quarante-sept habitants en 1962 et vingt-trois mille cent soixante-deux résidents en 1975 avant un retour à une progression normale pour atteindre vingt-huit mille cinq cent soixante-douze Yerrois décomptés lors du recensement de 2006.
La population de nationalité étrangère ne représente qu’une faible part dans cette évolution avec seulement 5,1 % des habitants en 1999. Ainsi, 2,1 % de la population était de nationalité portugaise, 0,5 % italienne, 0,4 % algérienne, 0,3 % espagnole, 0,2 % marocaine et 0,1 % tunisienne et turque.

#### Pyramide des âges
En 2018, le taux de personnes d'un âge inférieur à 30 ans s'élève à 36,5 %, soit en dessous de la moyenne départementale (39,9 %). À l'inverse, le taux de personnes d'âge supérieur à 60 ans est de 22,2 % la même année, alors qu'il est de 20,1 % au niveau départemental.
En 2018, la commune comptait 13 952 hommes pour 15 386 femmes, soit un taux de 52,44 % de femmes, légèrement supérieur au taux départemental (51,02 %).
Les pyramides des âges de la commune et du département s'établissent comme suit.
| Hommes | Classe d’âge | Femmes |
| ------ | ------------ | ------ |
| 0,5    | 90 ou +      | 1,4    |
| 5,7    | 75-89 ans    | 7,5    |
| 13,8   | 60-74 ans    | 15,4   |
| 21,2   | 45-59 ans    | 20,2   |
| 20,4   | 30-44 ans    | 20,8   |
| 16,6   | 15-29 ans    | 15,4   |
| 21,8   | 0-14 ans     | 19,3   |

| Hommes | Classe d’âge | Femmes |
| ------ | ------------ | ------ |
| 0,5    | 90 ou +      | 1,4    |
| 5,4    | 75-89 ans    | 7,2    |
| 12,9   | 60-74 ans    | 13,9   |
| 20     | 45-59 ans    | 19,4   |
| 19,9   | 30-44 ans    | 20,1   |
| 20     | 15-29 ans    | 18,2   |
| 21,3   | 0-14 ans     | 19,8   |

### Associations
En 2009, quarante associations participent de l’animation culturelle dans la commune.

### Sports
En 2009, quarante-huit associations, dont le Rugby Olympique Yerrois (ROY) et le Val Yerres Crosne Association Football (VYC AF) entre autres, encadraient en 2009 la pratique et la promotion sportive à Yerres.

### Lieux de culte

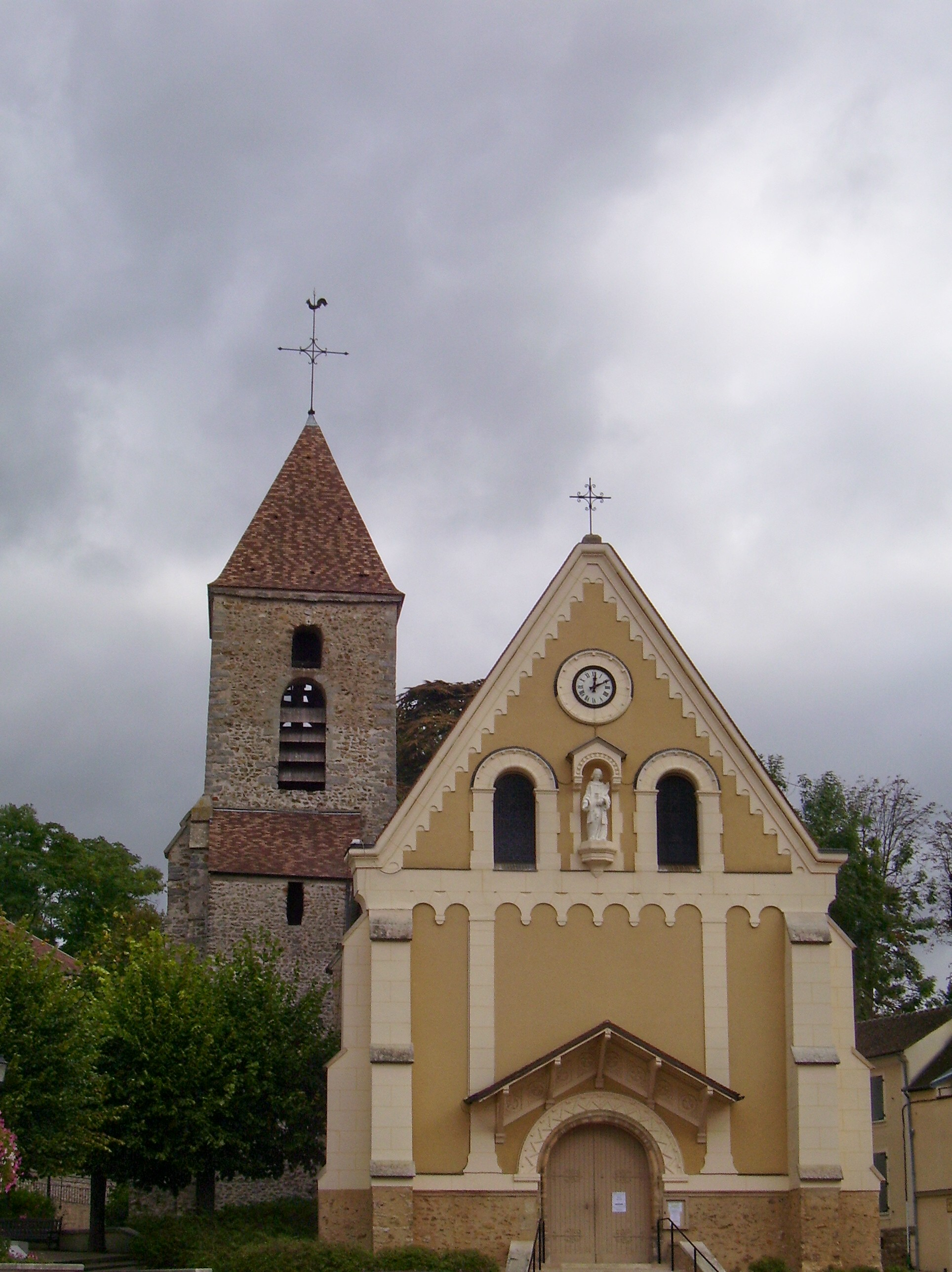
L'église Saint-Honest.

La paroisse catholique d’Yerres est rattachée au secteur pastoral de La Forêt-Montgeron et au diocèse d'Évry-Corbeil-Essonnes. Elle dispose des églises Saint-Honest, Saint-Jean-l’Évangéliste et Marie-Mère-de-l’Église.
La communauté juive se réunit au sein de la communauté culturelle hébraïque du Val d’Yerres.

### Médias
La mairie publie gratuitement et chaque mois Le Journal des Yerrois.
L’hebdomadaire Le Républicain relate les informations locales. La commune est en outre dans le bassin d’émission des chaînes de télévision France 3 Paris Île-de-France Centre, IDF1 et Téléssonne intégré à Télif.

## Économie
La commune d’Yerres est intégrée par l’Insee au bassin d'emploi de Créteil qui rassemble soixante-seize communes et 901 478 habitants en 2006, les Yerrois représentant 3,17 % du total.
Il y avait neuf-cent-quinze entreprises installées sur le territoire municipal en 2008 et cent-vingt-et-une structures se sont créées cette année-là, offrant un total de trois-mille-trois-cent-quarante-quatre emplois alors qu’en 2006 existaient encore quatre-mille-cent-soixante emplois dans la commune. Parmi ces entreprises ne subsistaient aucune exploitation agricole alors que cinq fonctionnaient encore en 1988 occupant quinze personnes. De fait, la population active d’Yerres s’élevait en 2006 à 14 771 personnes mais le taux de chômage était fixé à 7 % de cette population et seulement 13,5 % de la population travaillait dans sa commune de résidence. Située à la frontière avec le Val-de-Marne, ce sont ainsi 66,8 % des Yerrois qui travaillaient dans un autre département que l’Essonne en 2006.
La commune ne dispose pas de zone d'activité d’ampleur pour accueillir de grandes structures. La communauté d’agglomération du Val d’Yerres a mis en place un syndicat mixte pour accompagner le développement économique sur son territoire. Un marché est organisé les mercredis et samedis matin en centre-ville, les jeudis et dimanches matin à la gare.

### Emplois, revenus et niveau de vie en 2006
La répartition de la population active par emploi et catégorie socioprofessionnelles se distingue assez nettement entre Yerres et la zone d’emploi, avec une plus forte présence d’artisans, commerçants, chefs d’entreprises d’une part, de professions intermédiaires et d’employés d’autre part, et des occupations plus nombreuses dans le secteur de la construction ou des services aux particuliers.
Dans la répartition générale, ce sont les retraités qui dominent avec 22,7 % de la population suivis par les professions intermédiaires à 20,7 % en 2006. Parmi les personnes occupant un emploi salarié, 82,3 % de la population bénéficiait d’un contrat à durée indéterminée ou d’une place de titulaire de la fonction publique. Ces caractéristiques démographiques engendrent un niveau de vie relativement élevé dans la commune puisque près de 74 % des habitants étaient assujettis à l’impôt sur le revenu avec un revenu net imposable moyen de l’ensemble des foyers fiscaux fixé à 28 807 euros. Cette année-là, cent-quarante-deux foyers étaient redevables de l’impôt de solidarité sur la fortune avec un patrimoine moyen de 1 349 985 euros. De même 73,3 % de la population était propriétaire de son logement.
Le revenu fiscal médian par ménage était en 2010 de 40 723 euros, ce qui plaçait Yerres au 2 149e rang parmi les 31 525 communes de plus de 39 ménages en métropole.
| Répartition des emplois par catégorie socioprofessionnelle en 2006. |              |                                           |                                                   |                            |                          |                           |
|                                                                     | Agriculteurs | Artisans, commerçants, chefs d’entreprise | Cadres et professions intellectuelles supérieures | Professions intermédiaires | Employés                 | Ouvriers                  |
| Yerres                                                              | 0,0 %        | 8,1 %                                     | 13,8 %                                            | 29,9 %                     | 33,5 %                   | 14,7 %                    |
| Zone d’emploi de Créteil                                            | 0,2 %        | 5,4 %                                     | 17,6 %                                            | 27,3 %                     | 30,3 %                   | 19,3 %                    |
| Moyenne nationale                                                   | 2,2 %        | 6,0 %                                     | 15,4 %                                            | 24,6 %                     | 28,7 %                   | 23,2 %                    |
| Répartition des emplois par secteur d'activité en 2006.             |              |                                           |                                                   |                            |                          |                           |
|                                                                     | Agriculture  | Industrie                                 | Construction                                      | Commerce                   | Services aux entreprises | Services aux particuliers |
| Yerres                                                              | 0,1 %        | 6,5 %                                     | 7,4 %                                             | 9,1 %                      | 11,1 %                   | 8,7 %                     |
| Zone d’emploi de Créteil                                            | 0,7 %        | 9,4 %                                     | 7,1 %                                             | 14,4 %                     | 13,9 %                   | 7,2 %                     |
| Moyenne nationale                                                   | 3,5 %        | 15,2 %                                    | 6,4 %                                             | 13,3 %                     | 13,3 %                   | 7,6 %                     |
| Sources : Insee                                                     |              |                                           |                                                   |                            |                          |                           |

## Culture locale et patrimoine

### Lieux et monuments
Plusieurs monuments remarquables sont situés à Yerres, dont certains ont fait l'objet d'une reconnaissance :
- l'abbaye Notre-Dame d'Yerres élevée entre 1120 et 1132, dont ne subsiste qu'une partie du domaine[29], a été classée aux monuments historiques le 18 août 1928 et inscrite le 1er avril 1996[143] ;

- le château seigneurial, dit « château de Budé » qui remonte probablement au XVe siècle avec son portail médiéval modifié encadré de deux tours rondes a lui été inscrit en 1970[144], l'aile Est, comportant trois étages, date du XVIIIe siècle et conserve des éléments de décoration de style Louis XVI[29]. Propriété privée, il est rénové et restructuré en 14 appartements en 2022[145],[146].
Il est complété par la fontaine de Budé, une folie composé d'une grotte naturelle aménagée au XIXe siècle et d'un bassin est inscrite depuis le 26 octobre 1981[147].
L'ensemble est aménagé dans un parc de 1,2 hectare acquis par la ville et réaménagé afin d'être ouvert au public en 2022[148] ;
- au nord-est du territoire, le château de la Grange, construit au XVIIe siècle et devenu un hôtel sous l'appellation de « château du Maréchal de Saxe » a été classé le 8 avril 1971[149] ;

- la propriété Caillebotte et son parc du XIXe siècle ont fait l'objet d'une inscription partielle le 5 octobre 1993[150] pour les nombreuses fabriques de jardin notamment l'orangerie, le belvédère, la chapelle, le kiosque, la pièce d'eau et le pont de jardin[151] ;

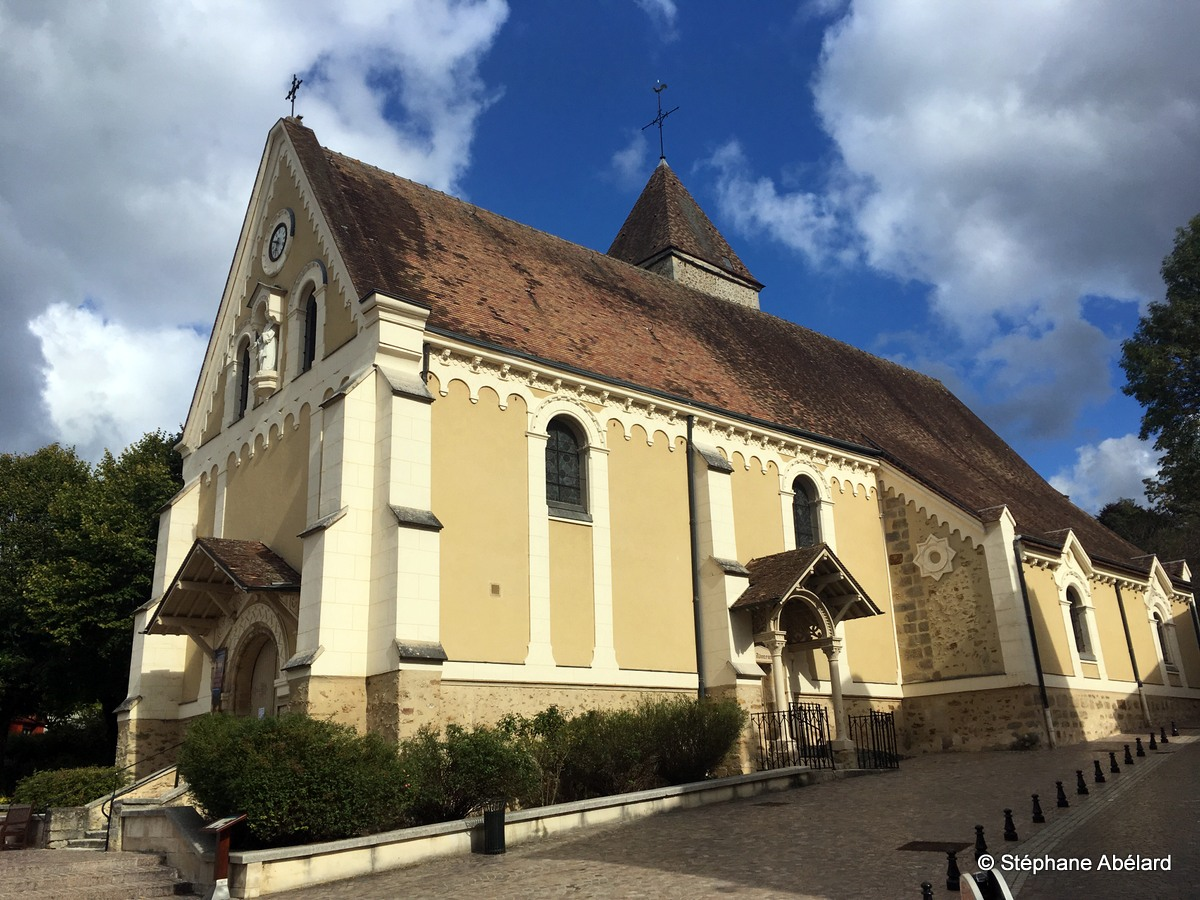
L'église Saint-Honest.

- l'église Saint-Honest construite au XIIe siècle a conservé le chœur originel ; le clocher date du XIIIe siècle et le reste de l'édifice a été reconstruit au XIXe siècle dans un style néoclassique. Elle renferme une très belle chaire en bois doré d'époque Louis XV provenant de l'église abbatiale détruite à la Révolution et quelques autres ouvrages d'art religieux[29]. À l'occasion des travaux de restauration effectués en décembre 2005, une crypte a été mise au jour dans la chapelle de la Vierge. À cet endroit est enterré Jacques Ramond, ancien seigneur de la Grange, décédé en 1784 ;
- subsistent aussi les bâtiments de l'ancien domaine de Concy du XIXe siècle : une partie de l'ancien couvent des sœurs auxiliatrices de la charité construit en 1937 (Paul Rouvière architecte), est transformée en 2022 en logements pour des personnes en grande précarité, la chapelle est occupée par la Maison des associations[152],[153] ;
- le château de Beauregard construit en 1899 est devenu l'hôtel de ville.

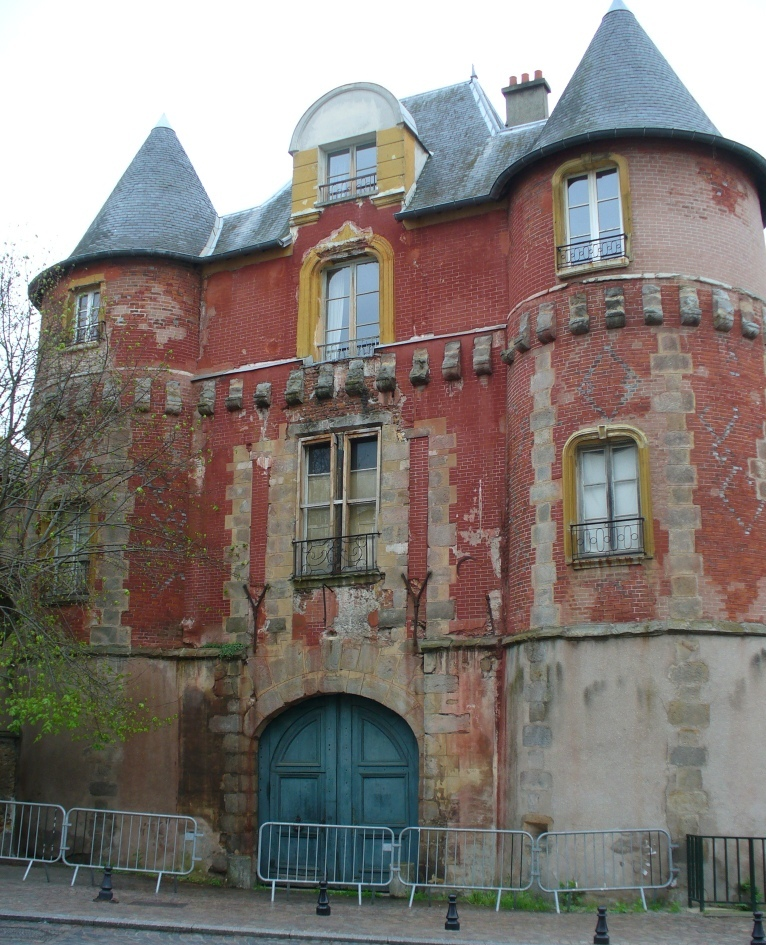
Le château de Budé.
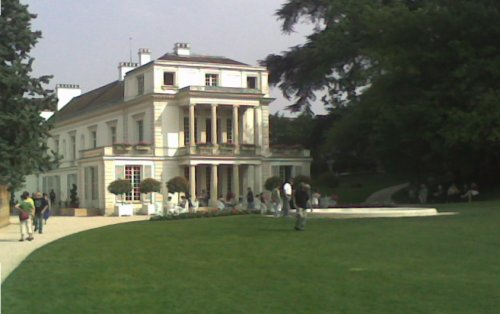
La propriété Caillebotte.
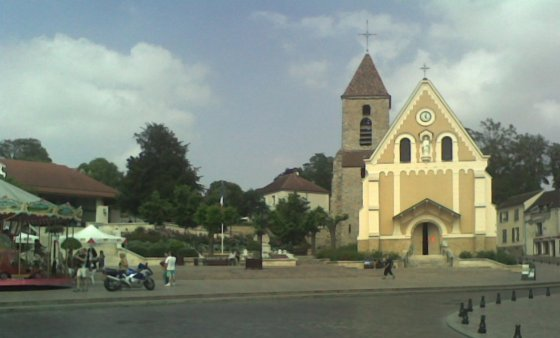
L'église Saint-Honest et son parvis.

### Personnalités liées à la commune
Différents personnages publics sont nés, décédés ou ont vécu à Yerres :
- Charles Bureau de La Rivière (?-1400), chambellan de Charles V, en fut le seigneur.
- Isabeau de Bavière (1371-1435), reine de France, y séjourna.
- Guillaume Budé (1468-1540), humaniste, y vécut.
- Achille de Harlay (1536-1616), magistrat, y vécut.
- Jean Thiriot (1590-1649), maître d'œuvre du siège de La Rochelle, y est mort.
- Charles d'Angoulême (1573-1650), duc d'Angoulême, en fut le seigneur.
- Jean de La Fontaine (1621-1695), poète et fabuliste, y séjourna.
- Gaspard III de Fieubet (1627-1694), magistrat, y est mort en retraite au couvent des Camaldules.
- René de Froulay de Tessé (1648-1725), maréchal de France, y est mort.
- François II Rákóczi (1676-1735), prince de Hongrie et Transylvanie, y vécut en retraite au couvent des Camaldules.
- Maurice de Saxe (1696-1750), condottiere et maréchal de France, y vécut.
- Joseph Albouy dit Dazincourt (1747-1809), acteur, y vécut.
- Jean François Boursault-Malherbe (1752-1842), acteur, y séjourna.
- Louis XVIII (1755-1824), roi de France, en fut le seigneur[réf. nécessaire].
- Benjamin François Ladouespe Dufougerais (1766-1821), homme politique, y vécut.
- Charles-Tristan de Montholon (1783-1853), militaire et compagnon de Napoléon Ier à Sainte-Hélène, y vécut.
- Alfred Xavier de La Douespe du Fougerais (1804-1874), avocat et homme politique, y est né.
- Pierre Larousse (1817-1875), encyclopédiste et éditeur, y vécut de 1864 à  1869 et y a écrit une grande partie de son Grand Dictionnaire universel du XIXe siècle[154].
- Henri Chevreau (1823-1903), homme politique, y est mort.
- Claudius Popelin (1825-1892), artiste peintre émailleur, y vécut.

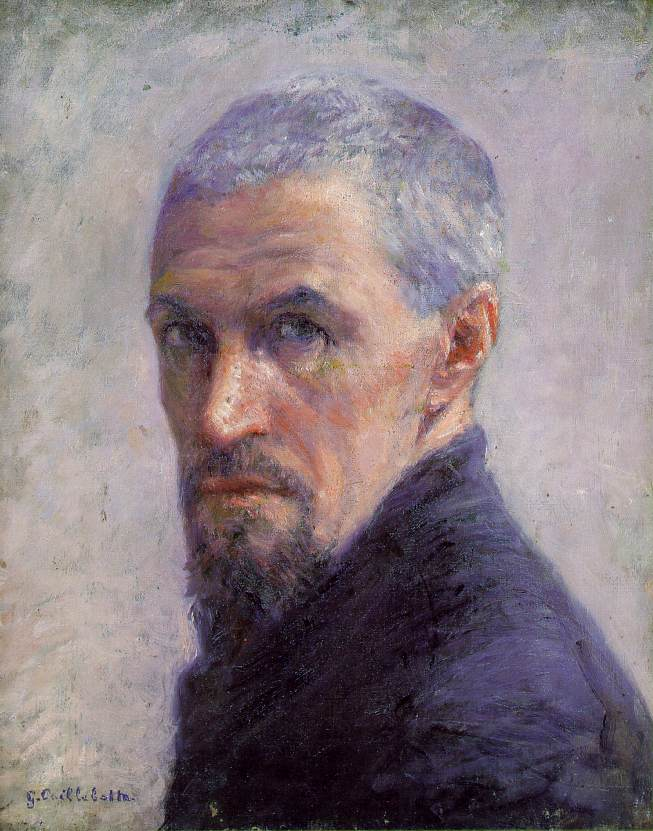
Gustave Caillebotte, autoportrait.

- Gustave Caillebotte (1848-1894), artiste peintre et son frère Martial Caillebotte (1853-1910), compositeur et photographe, y séjournèrent approximativement de 1872 à 1879.
- Edmond Leroy dit Leroy-Dionet (1860-1939), artiste peintre, y vécut de 1904 à 1923.
- Camille Lefèvre (1876-1946), architecte, y est mort.
- Henri Dorgères (1897-1985), homme politique et syndicaliste, y est mort.
- Jean Accart (1912-1992), général] de l'Armée de l'air, y vécut.
- Herry Caouissin (1913-2003), écrivain, y vécut.
- Madeleine Marie (1914-1998), actrice, y est morte.
- Jean Chatelain (1916-1996), directeur des musées de France et historien, y vécut.
- Armand Mestral (1917-2000), acteur et chanteur, y vécut.
- Alan Louarn (1918-1993), nationaliste breton, y vécut.
- Marguerite Fabre (1922-2005) y est décédée.
- Malo Louarn (1949- ), auteur de bande dessinée, y vécut.
- André Bellaïche (1950- ), bandit, s'y cacha.
- Évelyne Bouix (1953- ), actrice, y a grandi.
- Pascal Deguilhem (1956- ), rugbyman et homme politique, y fut licencié.
- Agnès Mellon (1958- ), soprano, y enseigna.
- Nicolas Dupont-Aignan (1961- ), homme politique, en a été maire.
- Stéphane Béchy (1963- ), claveciniste et organiste, concertiste international, a dirigé l'École nationale de musique et de danse entre 1996 et 1998.
- Éric Chahi (1967- ), concepteur de jeux vidéo, programmeur et graphiste, y est né et y vit.
- Leonid Karev (1969- ), compositeur, organiste et pianiste russe, y enseigne.
- Romain Lauga (1982- ), rugbyman, y fut licencié.
- Ninho (1996- ), rappeur, chanteur, auteur-compositeur, y vécut.

### Yerres dans les arts et la culture
La commune d'Yerres a accueilli en 1963 le tournage du feuilleton télévisé Le Chevalier de Maison-Rouge de Claude Barma et en 2007 celui du film Intrusions d'Emmanuel Bourdieu.

### Héraldique et logotype

Logotype de la commune.

| Blason de Yerres | Blason  | Coupé ; au premier, au un d'azur aux trois fleurs de lys d'or, au deux de gueules aux chaînes aussi d'or posées en orle et en escarboucle, chargées en cœur d'une émeraude de sinople ; au second, d'argent au chevron de gueules accompagné de trois grappes de raisin de même. |
| Blason de Yerres | Détails | Ces armes rappellent d'une part celles des rois de France et de Navarre, d'autre part le passé viticole de la commune Le statut officiel du blason reste à déterminer. |